# Junkers Jumo 213
Jumo 213 byl dvanáctiválcový, vodou chlazený letecký motor vyvinutý za druhé světové války německou firmou Junkers Motoren na základě jejího dřívějšího motoru Jumo 211. Jumo 213 měl oproti staršímu motoru Jumo 211 dvě vylepšení – vysokotlaký chladicí systém, který vyžadoval znatelně méně chladicí kapaliny a motor tak byl menší a lehčí, a množství menších vylepšení, díky kterým mohl běžet při vyšších otáčkách. Byť se tyto změny mohou zdát malé, zvýšily výkon motoru o více než 500 koňských sil a udělaly z Juma 213 jeden z nejžádanějších motorů v posledních letech války.

## Historie
Když se na konci 30. let začal Jumo 211 vyrábět, používal systém chlazení kapalinou založený na tzv. „otevřeném cyklu“. Motor byl ochlazován vodou, ale celý systém fungoval pod stejným tlakem jako byl tlak vnějšího prostředí nebo jen mírně vyšším. Protože je bod varu vody závislý na tlaku, tak s tím jak letadlo stoupalo, musela být teplota vody (chladicí kapaliny) udržována poměrně nízko, aby se zabránilo jejímu varu. To ale znamenalo, že chladicí kapalina mohla z motoru odvést jen relativně malé množství tepla, než musela být odvedena do chladiče. Protikladem byl konkurenční motor Daimler-Benz DB 601, jehož chladicí systém pracoval s konstantním tlakem nezávislým na letové hladině – bod varu chladicí kapaliny byl v tomto případě kolem 110 °C. To mu umožňovalo používat znatelně méně vody se stejným chladicím účinkem. I když si byly oba motory v ostatních ohledech velmi podobné, vycházel DB 601 menší a lehčí než Jumo 211 a podával vyšší výkon ve vyšších letových hladinách. Díky tomu byl oblíben u konstruktérů stíhacích letadel, kdežto na Jumo 211 zbylo jen „druhořadé“ použití v bombardérech a transportních letounech.

## Vývoj

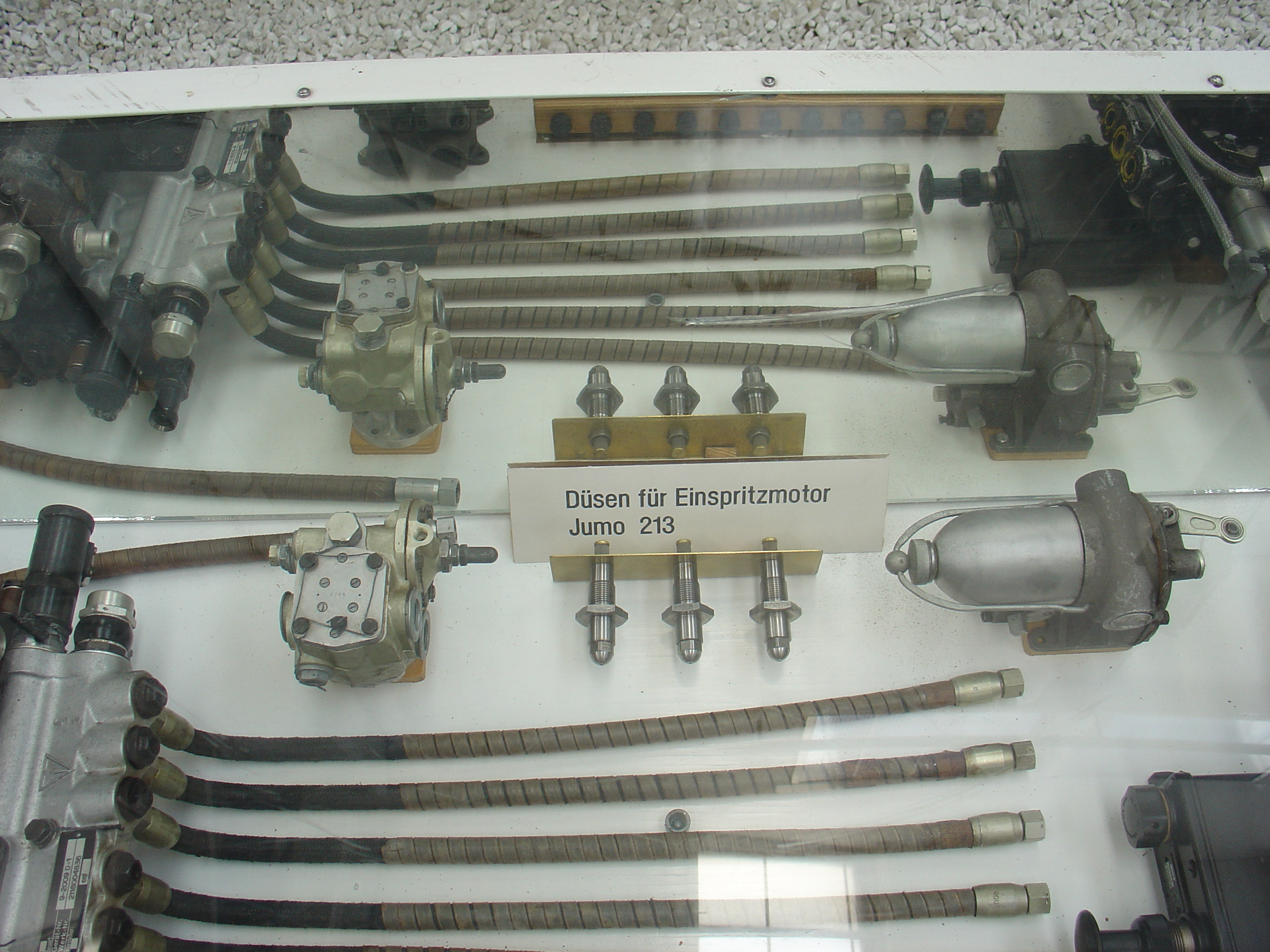
Jumo 213 – vstřikování paliva
Technikmuseum Speyer

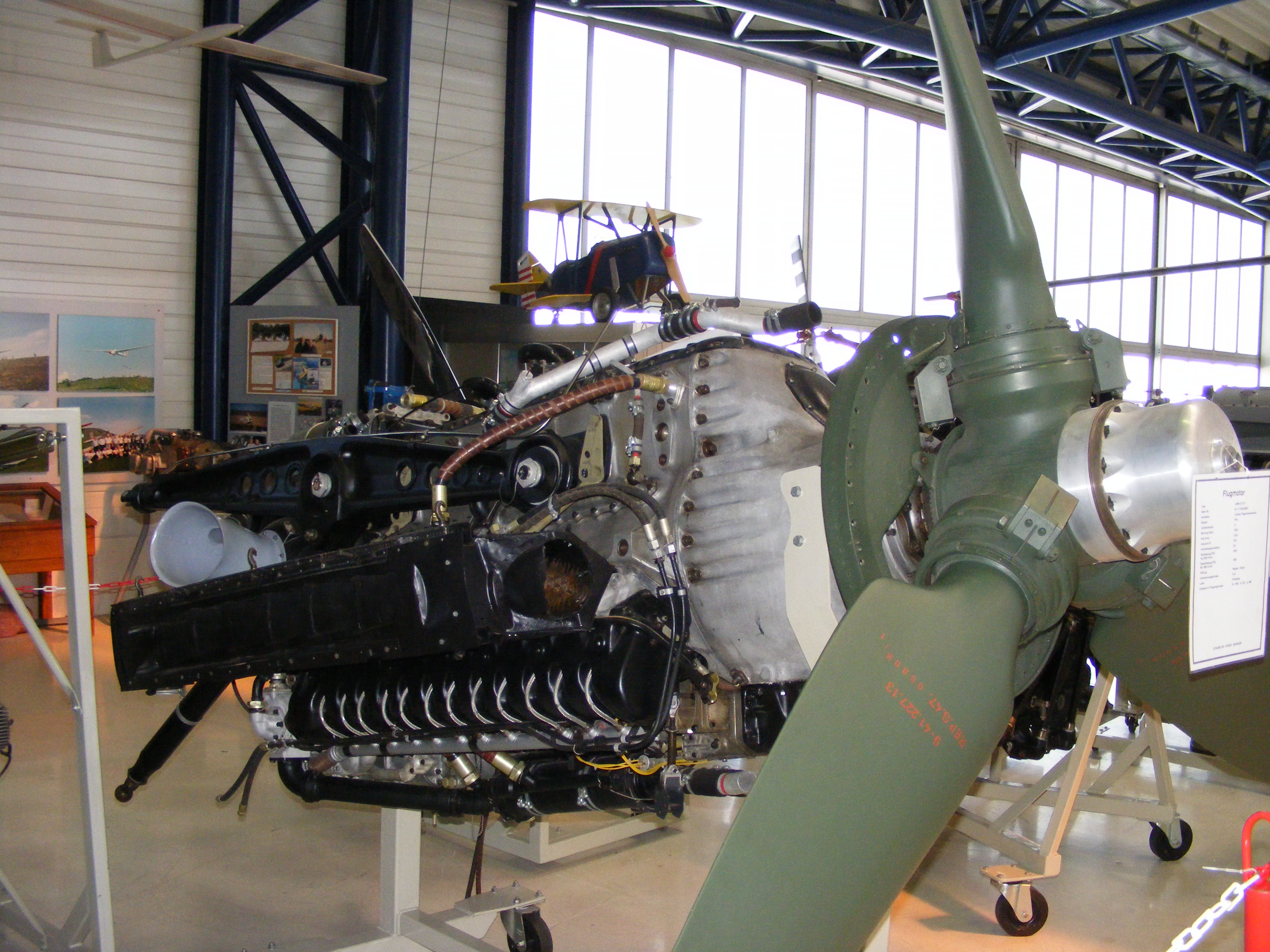
Junkers Jumo 213 E1, aviaticum museum, Rakousko

Junkers se ale s tímto stavem nemínil spokojit a už v roce 1938 začal s vývojem vlastního vysokotlakého chladicího systému. Pokusy s Jumem 211 byly tak úspěšné, že nejenže bylo možné motor zmenšit, ale mohl i pracovat na vyšších otáčkách bez přehřívání. Další změny zahrnovaly zesílení klikové hřídele a nový, účinnější kompresor  a vedly k modelu Jumo 211F, který disponoval 1400 k při 2400 ot./min oproti 950 k při 2200 ot./min u dřívějších verzí.
Toto byl ale jen začátek. Po překonstruování a zmenšení vnějších částí motoru tak, aby odpovídaly zdokonalenému způsobu chlazení a po vylepšení kompresoru, vznikl nový model motoru označený Jumo 213A disponující obrovským výkonem 1750 k při 3250 ot./min. Stal se tak mnohem výkonnějším než konkurenční DB 601E (1350 k) a zhruba stejně výkonný jako mnohem větší Daimler-Benz DB 603. Junkers se rozhodl konkurovat přímo DB 603 a umístil záchytné a plnicí body své „213“ na stejná místa jako DB 603, a tím umožnil jednoduchou záměnu obou motorů.
Jumo 213A poprvé běžel v roce 1940, ale do výroby byl schválen po dlouhých průtazích až v roce 1943. Náběh výroby byl extrémně pomalý, aby se zabránilo problémům ve výrobě stávajícího modelu Jumo 211. V roce 1944, kdy začaly být k dispozici větší množství nového motoru, byly výrobní linky opakovaně zničeny spojeneckým bombardováním. Výroba modelu A byla omezena na asi 400–500 kusů za měsíc po většinu let 1944/45.
Během dlouhého období příprav výroby bylo vyvinuto několik různých verzí. 213B byla verze upravená pro používání 100 oktanového benzínu C3, čímž mohl být zvýšen tlak při kompresi palivové směsi a vzletový výkon vzrostl na 2000 k. Verze 213C byla v zásadě stejná jako 213A, ale díky menším změnám v umístění olejové pumpy, kompresoru ap. umožňovala zástavbu kanónu střílejícího dutou hřídelí vrtule. U verze 213D se objevil nový třírychlostní kompresor zajišťující plynulejší výkonové křivky  a lepší výkon ve vyšších letových hladinách, ale nakonec dostala přednost ve výrobě až následující verze.
Další hlavní výrobní verzí se tak stala 213E a velmi podobná 213F. Tyto motory byly vybaveny novým dvourychlostním, dvoustupňovým kompresorem, který dramaticky vylepšil výkony ve větších výškách. Jediným rozdílem mezi těmito dvěma verzemi bylo to, že model „E“ měl zamontován mezichladič pro další zlepšení výškových charakteristik, kdežto model „F“ jej neměl a byl vyladěn pro o trochu menší výšky. Modely E a F byly velmi žádané v posledních letech války pro takové letouny jako byly Junkers Ju 188, Junkers Ju 388, některé verze Focke-Wulfu Fw 190 a pro Focke-Wulf Ta 152H.
Dalším plánovaným větším vylepšením měla být verze 213J, ve které měla být stávající tříventilová technika nahrazena novou, účinnější, čtyřventilovou (čtyři ventily na jeden válec). Výroba se ale nestihla rozjet před koncem války. Dalšími experimentálními verzemi byly 213S pro užití v malých výškách a 213T s turbokompresorem.
Celkem bylo vyrobeno 9163 motorů Jumo 213.

## Verze

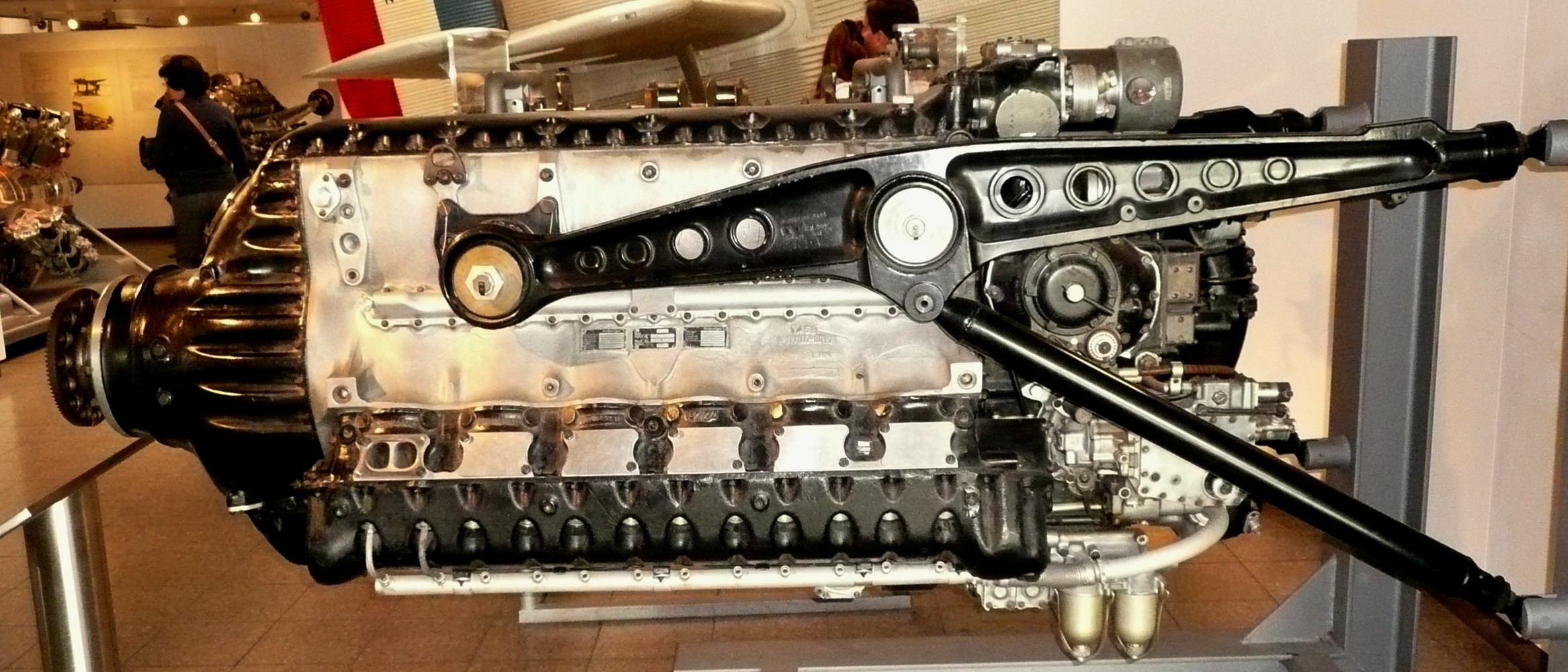
Jumo 213A

- 213A: první verze, vzletový výkon 1 750 k (2 100 k při použití MW 50)
- 213B: projekt, 213A pro palivo C3 (100 oktanové) a vzletový výkon až 2 000 k
- 213C: optimalizovaná verze 213A, s možností montáže kanónu střílejícího dutou hřídelí, hlavní výrobní varianta
- 213D: 213C s novým třírychlostním kompresorem, nebyl vyráběn
- 213E: verze 213A pro velké výšky, vybavený dvourychlostním, dvoustupňovým kompresorem s mezichladičem a vzletovým výkonem 1 750 k (2 050 k při použití MW 50)
- 213F: stejný jako 213E, ale bez mezichladiče

## Specifikace (Jumo 213E)

### Technické údaje
- Typ: kapalinou chlazený, přeplňovaný, pístový, invertní, letadlový dvanáctiválec do V
- Vrtání: 150 mm
- Zdvih: 165 mm
- Objem válců: 35 l
- Délka: 2 266 mm
- Suchá hmotnost: 940 kg

### Součásti
- Ventilový rozvod: tři ventily na válec
- Kompresor: dvourychlostní, dvoustupňový odstředivý kompresor s mezichladičem, s možností vstřiku MW 50
- Chladicí soustava: chlazení kapalinou s přetlakem (až 120 °C)

### Výkony
- Výkon:
  - 1 287 kW (1 725 k) při 3 250 ot./min (vzletový výkon); pro výšku 9 600 m
  - 1 508 kW (2 020 k) (vzletový výkon s použitím MW 50)
- Měrný výkon: 36,8 kW/l
- Kompresní poměr: 6,5:1 (palivo B4, 87 oktanů)
- Poměr výkon/hmotnost: 1,37 kW/kg